# Сан Джовани дей Фиорентини
„Сан Джовани дей Фиорентини“ (на италиански: San Giovanni dei Fiorentini) е католическа църква в Рим, Италия, построена за нуждите на флорентинската общност в града. Църквата е посветена на Свети Йоан Кръстител.

## История
Строителството на църквата започва през 1509 г. по проект на флорентинския архитект Антонио да Сангало Млади. Църквата е завършена близо век по късно – куполът е построен по проект на Карло Мадерно през 1620 г., който по късно е погребан в църквата, а фасадата е окончателно довършена през XVIII век.
Над интериора работят основно майстори от Тоскана. Сред забележителностите на църквата са статуя на Свети Йоан, изпълнена от Мино вул Реаме, и скулпурната група „Кръщението на Христос“, работа на Антонио Раджи. Олтарът е последната работа на Франческо Боромини. След като завършва Параклис „Фалкониери“ в църквата, той се разболява тежко и повече не излиза от дома си. Изгаря своите ръкописи и рисунки и на 3 август 1667 г. се самоубива. Погребан е в същия параклис в знак на признателност към неговото дело.